# Campionat del Món de persecució individual femení
El Campionat del Món de persecució individual femení és una prova ciclista que forma part del Campionat del Món de clisme en pista. De caràcter anual, es disputà per primer cop el 1958 i és organitzada per la Unió Ciclista Internacional. És una prova cronometrada en forma d'eliminatòria on les ciclistes competeixen sobre una distancia de 3.000 m. Històricament hi participaven ciclistes de nivell amateur. A partir del 1994 hi participen esportistes de nivell professional.
La soviètica Tamara Garkuchina i l'americana Rebecca Twigg, amb sis campionats del Món, són les ciclistes que han guanyat més vegades la competició. La britànica Beryl Burton, amb onze medalles (cinc d'or, tres d'argent i tres de bronze), és la ciclista més reixida del campionat.

## Historial
| En negreta = Ciclista campiona (1) = Nombre de campionats |

| Any  | Or                                                  | Argent                                              | Bronze                                              |
| ---- | --------------------------------------------------- | --------------------------------------------------- | --------------------------------------------------- |
| 1958 | Ludmilla Kotchetova                                 | Stella Bail                                         | Kathleen Ray                                        |
| 1959 | Beryl Burton                                        | Elsy Jacobs                                         | Liubov Kótxetova                                    |
| 1960 | Beryl Burton (2)                                    | Marie-Therese Naessens                              | Liubov Xóguina                                      |
| 1961 | Yvonne Reynders                                     | Beryl Burton                                        | Marie-Therese Naessens                              |
| 1962 | Beryl Burton (3)                                    | Yvonne Reynders                                     | Lidiya Tichomirova                                  |
| 1963 | Beryl Burton (4)                                    | Yvonne Reynders                                     | Liubov Riàbtxenko                                   |
| 1964 | Yvonne Reynders (2)                                 | Beryl Burton                                        | Aino Puronen                                        |
| 1965 | Yvonne Reynders (3)                                 | Hannelore Mattig                                    | Aino Puronen                                        |
| 1966 | Beryl Burton (5)                                    | Yvonne Reynders                                     | Hannelore Mattig                                    |
| 1967 | Tamara Garkuchina                                   | Raisa Obodovskaya                                   | Beryl Burton                                        |
| 1968 | Raisa Obodovskaya                                   | Beryl Burton                                        | Keetie Hage                                         |
| 1969 | Raisa Obodovskaya (2)                               | Tamara Garkuchina                                   | Keetie Hage                                         |
| 1970 | Tamara Garkuchina (2)                               | Raisa Obodovskaya                                   | Beryl Burton                                        |
| 1971 | Tamara Garkuchina (3)                               | Keetie Hage                                         | Iva Zajicková                                       |
| 1972 | Tamara Garkuchina (4)                               | Keetie Hage                                         | Liubov Zadorójnaia                                  |
| 1973 | Tamara Garkuchina (5)                               | Keetie Hage                                         | Beryl Burton                                        |
| 1974 | Tamara Garkuchina (6)                               | Valentina Smirnova                                  | Keetie Hage                                         |
| 1975 | Keetie Hage                                         | Mary Jane Reoch                                     | Denise Burton                                       |
| 1976 | Keetie van Oosten-Hage (2)                          | Luigina Bissoli                                     | Mary Jane Reoch                                     |
| 1977 | Vera Kuznezova                                      | Anne Riemersma                                      | Karen Strong                                        |
| 1978 | Keetie van Oosten-Hage (3)                          | Anne Riemersma                                      | Luigina Bissoli                                     |
| 1979 | Keetie van Oosten-Hage (4)                          | Anne Riemersma                                      | Luigina Bissoli                                     |
| 1980 | Nadezhda Kibardina                                  | Karen Strong                                        | Petra de Bruin                                      |
| 1981 | Nadezhda Kibardina (2)                              | Tamara Polyakova                                    | Jeannie Longo                                       |
| 1982 | Rebecca Twigg                                       | Connie Carpenter                                    | Jeannie Longo                                       |
| 1983 | Connie Carpenter                                    | Cynthia Olavarri                                    | Jeannie Longo                                       |
| 1984 | Rebecca Twigg (2)                                   | Jeannie Longo                                       | Rossela Galbiati                                    |
| 1985 | Rebecca Twigg (3)                                   | Jeannie Longo                                       | Margaret Maass                                      |
| 1986 | Jeannie Longo                                       | Rebecca Twigg                                       | Barbara Ganz                                        |
| 1987 | Rebecca Twigg (4)                                   | Jeannie Longo                                       | Mindee Mayfield                                     |
| 1988 | Jeannie Longo (2)                                   | Barbara Ganz                                        | Mindee Mayfield                                     |
| 1989 | Jeannie Longo (3)                                   | Petra Rossner                                       | Barbara Ganz                                        |
| 1990 | Leontien van Moorsel                                | Madonna Harris                                      | Barbara Ganz                                        |
| 1991 | Petra Rossner                                       | Janie Eickhoff                                      | Marion Clignet                                      |
| 1992 | Prova disputada als Jocs Olímpics de Barcelona 1992 | Prova disputada als Jocs Olímpics de Barcelona 1992 | Prova disputada als Jocs Olímpics de Barcelona 1992 |
| 1993 | Rebecca Twigg (5)                                   | Marion Clignet                                      | Janie Eickhoff                                      |
| 1994 | Marion Clignet                                      | Svetlana Samochvalova                               | Janie Eickhoff                                      |
| 1995 | Rebecca Twigg (6)                                   | Antonella Bellutti (ITA)                            | Mai Britt Vaaland                                   |
| 1996 | Marion Clignet (2)                                  | Lucy Tyler                                          | Antonella Bellutti                                  |
| 1997 | Judith Arndt                                        | Natalia Karimova                                    | Yvonne McGregor                                     |
| 1998 | Lucy Tyler-Sharman                                  | Leontien Zijlaard-van Moorsel                       | Judith Arndt                                        |
| 1999 | Marion Clignet (3)                                  | Judith Arndt                                        | Rasa Mazeikyte                                      |
| 2000 | Yvonne McGregor                                     | Judith Arndt                                        | Elena Tchalykh                                      |
| 2001 | Leontien Zijlaard-van Moorsel (2)                   | Olga Slyusareva                                     | Elena Tchalykh                                      |
| 2002 | Leontien Zijlaard-van Moorsel (3)                   | Olga Slyusareva                                     | Katherine Bates                                     |
| 2003 | Leontien Zijlaard-van Moorsel (4)                   | Katie Mactier                                       | Olga Slyusareva                                     |
| 2004 | Sarah Ulmer                                         | Katie Mactier                                       | Elena Tchalykh                                      |
| 2005 | Katie Mactier                                       | Katherine Bates                                     | Karin Thürig                                        |
| 2006 | Sarah Hammer                                        | Olga Slyusareva                                     | Katie Mactier                                       |
| 2007 | Sarah Hammer (2)                                    | Rebecca Romero                                      | Katie Mactier                                       |
| 2008 | Rebecca Romero                                      | Sarah Hammer                                        | Katie Mactier                                       |
| 2009 | Alison Shanks                                       | Wendy Houvenaghel                                   | Vilija Sereikaitė                                   |
| 2010 | Sarah Hammer (3)                                    | Wendy Houvenaghel                                   | Vilija Sereikaitė                                   |
| 2011 | Sarah Hammer (4)                                    | Alison Shanks                                       | Vilija Sereikaitė                                   |
| 2012 | Alison Shanks (2)                                   | Wendy Houvenaghel                                   | Ashlee Ankudinoff                                   |
| 2013 | Sarah Hammer (5)                                    | Amy Cure                                            | Annette Edmondson                                   |
| 2014 | Joanna Rowsell                                      | Sarah Hammer                                        | Amy Cure                                            |
| 2015 | Rebecca Wiasak                                      | Jennifer Valente                                    | Amy Cure                                            |
| 2016 | Rebecca Wiasak (2)                                  | Małgorzata Wojtyra                                  | Annie Foreman-Mackey                                |
| 2017 | Chloe Dygert                                        | Ashlee Ankudinoff                                   | Kelly Catlin                                        |
| 2018 | Chloe Dygert (2)                                    | Annemiek van Vleuten                                | Kelly Catlin                                        |
| 2019 | Ashlee Ankudinoff                                   | Lisa Brennauer                                      | Lisa Klein                                          |
| 2020 | Chloe Dygert (3)                                    | Lisa Brennauer                                      | Franziska Brauße                                    |
| 2021 | Lisa Brennauer                                      | Franziska Brauße                                    | Mieke Kröger                                        |
| 2022 | Franziska Brauße                                    | Bryony Botha                                        | Josie Knight                                        |
| 2023 | Chloe Dygert (4)                                    | Franziska Brauße                                    | Bryony Botha                                        |

## Medaller

### Per ciclista
| Nota: Ciclistes amb dos o més campionats del Món |

| #  | Nom                           | Or | Argent | Bronze | Total |
| -- | ----------------------------- | -- | ------ | ------ | ----- |
| 1  | Tamara Garkuchina             | 6  | 1      | 0      | 7     |
| 1  | Rebecca Twigg                 | 6  | 1      | 0      | 7     |
| 2  | Beryl Burton                  | 5  | 3      | 3      | 11    |
| 3  | Sarah Hammer                  | 5  | 2      | 0      | 7     |
| 4  | Keetie van Oosten-Hage        | 4  | 3      | 3      | 10    |
| 5  | Leontien Zijlaard-van Moorsel | 4  | 1      | 0      | 5     |
| 6  | Chloe Dygert                  | 4  | 0      | 0      | 4     |
| 7  | Jeannie Longo                 | 3  | 3      | 3      | 9     |
| 8  | Yvonne Reynders               | 3  | 3      | 0      | 6     |
| 9  | Marion Clignet                | 3  | 1      | 1      | 5     |
| 10 | Raisa Obodovskaya             | 2  | 2      | 0      | 4     |
| 11 | Alison Shanks                 | 2  | 1      | 0      | 3     |
| 12 | Rebecca Wiasak                | 2  | 0      | 0      | 2     |